# Сотк
Сотк (вірм. Սոթք) — село в марзі Гегаркунік, на сході Вірменії. Село розташоване на трасі Варденіс — Карвачар — Мартакерт та є останнім селом марзу Гегаркунік, перед в'їздом до Шаумянівського району Нагірно-Карабаської Республіки.
У 1969 р. перетворено в селище міського типу в результаті відкриття золотодобувного комбінату і металообробного підприємства. У селі знаходиться церква Богородиці XIII ст. з могилами можновладних вірменських князів.
Поруч з селом розташована залізнична станція яка є кінцевою на ділянці Раздан — Севан — Шоржа — Сотк, та обслуговує місцевий золотодобувний комбінат.

## Історія
Див. також: Сотк (гавар)
Історично село Сотк перебувало в гаварі Сотк провінції Сюнік Великої Вірменії.
У кінці XIX століття село належало до Новобаязетського повіту Єреванської губернії і нараховувало 1100 жителів (татар).
З 1921 року — у складі Вірменської РСР.
У 1988 році все азербайджанське населення села бігло до Азербайджану в результаті вірмено-азербайджанського конфлікту. Їх будинки в основному заселені вірменськими біженцями з Азербайджану.